# Абдулхаликов, Алексей Рустамович
Алексе́й Руста́мович Абдулхали́ков (род. 3 марта 1975, Коканд, Ферганская область) — советский, узбекский и российский футболист, нападающий, полузащитник.
Вместе с братом-близнецом Александром воспитанник РУОР им. Г. Титова (Ташкент), играл с ним за одни и те же клубы до 2005 года. В 1989—1991 был в составе дубля «Пахтакора». В 1991 году провёл две игры за команду «Сохибкор» Халкабад. В 1992—1993 годах играл в высшей лиге чемпионата Узбекистана в «Политотделе».
С 1994 года играл в низших дивизионах первенства России: «Сокол»-д Саратов (1994), «Заводчанин» Саратов (1995—1996), «Торпедо» (Павлово) (1997—2000, 2002), «Светотехника» Саранск (2001), «Сибур-Химик» Дзержинск (2002), «Носта» Новотроицк (2003), «Динамо» Киров (2004, 2008—2009), «Нефтяник» Уфа (2005), «Сокол-Саратов» (2006), «Локомотив» Лиски (2007), «Факел СтройАрт» Воронеж (2008), «Волга» Саратов (2011).
В 2007 году провёл 15 матчей в узбекской «Бухаре».